# 倉野くんちのふたご事情
『倉野くんちのふたご事情』は、2012年11月30日にCUBEから発売された18禁恋愛アドベンチャーゲームである。萌えゲーアワード2013エロス系作品賞PINK・金賞受賞。

## ゲームシステム
両親の離婚問題から端を発した長男争奪戦を軸に物語が展開するアダルトゲーム。
個性的な姉妹たちによる様々なアプローチを楽しめるほか、家族問題といった真面目なテーマにも向き合っている。
シナリオは姉二人・智花・妹二人の共通ルートから始まりそこから好感度の高いグループへのルートへ進んだ後、さらにそこから個別ルートへと進むという体裁をとっている。

## あらすじ
カフェ『アップルパイ』を営む倉野家では両親が離婚する事になり、主人公は母方に引き取られる事になった。しかし、主人公とともに母方についていける女の子はただ一人のみ。
かくして、主人公を巡って姉妹達の競争が始まる。主人公は積極的に迫ってくる双子の姉妹達と背徳的なプレイに興じる。

## 登場人物

### 主人公
倉野 和哉（くらの かずや）
両親の離婚騒動に巻き込まれ母親に引き取られる事になる。後ろめたさを感じつつも押しに弱い性格の為に流される。
『アップルパイ』では厨房とウェイターの仕事を手伝っている。父親よりも信用されており、姉妹の間では「和哉の決めた事は絶対」としている。
姉妹に関しては甘く、特に弥恵と絵麻にはかなり甘い。手を出そうものなら背後には般若、笑顔を浮かべながらバキバキ拳を鳴らす。

### メインヒロイン
倉野 いずみ （くらの いずみ）
CV：松田理沙
身長：160cm。スリーサイズ：90(E)/57/88
長女でまじめで礼儀正しく生徒会長を務めるが、料理のセンスと運動神経が良くない。勉学の成績が良く、みことの勉強をみる事が多いが、みこと曰く、スパルタらしい。主人公争奪戦では積極的にアプローチを仕掛けてくる。姉妹の中ではかなりの巨乳。
『アップルパイ』ではウェイトレスを務める一方で、会計として店の経営を支えている。
倉野 みこと （くらの みこと）
CV：榊るな
身長：164cm。スリーサイズ：83(B)/51/88
倉野家次女で、いずみの双子の妹。いずみとは正反対の性格であるがクラスの人気者でスポーツ万能。スポーツ系の部活の助っ人として活躍している。いずみと違って勉学はあまり良くないため、いずみに教わる事が多い。とても感じやすい敏感な体質。スキンシップが激しく、抱きつく事が多い。台詞のほとんどがひらがなで表記されている。
『アップルパイ』ではウェイトレスを務める。皿を割るなど失敗も多い。
倉野 智花 （くらの ともか）
CV：星咲イリア
身長：156cm。スリーサイズ：86(C)/54/85
倉野家三女。常識的な和哉の双子の姉。学校では家庭科部(通称:カブ)に所属。和哉とはクラスメイトで席は隣同士。典型的なツンデレでいずみやみことのように自分の気持ちを言葉に出来ていないでいる。しかしそれでも、和哉のことを想っている。主人公争奪戦では『積極的なアプローチ』に挑戦し始める。意外に乙女でシンデレラ的な展開を望んでいる。
なお、倉野家では双子ごとに部屋が分かれている上、智花達の部屋にはベッドが一つしかないため、智花は和哉とともに寝ている。
『アップルパイ』ではウェイトレスのほかにケーキ作りの手伝いも行っている。接客が得意なため人気はあるが、彼女目当ての客に対しては厳しく接している。
倉野 弥恵 （くらの やえ）
CV：遠野そよぎ
身長：148cm。スリーサイズ：88(D)/53/84
生真面目で引っ込み思案な四女で一家の家事を引き受けるが、予期せぬ出来事では混乱してしまう。新入生の中でも注目されており、人気が高い。絵麻に弄られる事はあるが純情なため赤面する事が多い。姉妹の中でいずみと争うほどの巨乳。性格が争いごとに向いてはいないため一歩引いた所から見守る感じだが、絵麻に焚きつかれる感じで表に出される事が多い。
将来パティシエになるという夢を持っているため、『アップルパイ』では厨房でスイーツを作っている。腕は確かで母親も太鼓判を押すほど。
倉野 絵麻 （くらの えま）
CV：遥そら
身長：147cm。スリーサイズ：78(A)/50/76
倉野家五女で、弥恵の双子の妹。 口数少なめで内向的で基本的に家族以外とはほとんど口をきかない。病弱で体力もないため過保護に育った。弥恵のことを「お姉ちゃん」と呼び慕っている。引っ込み思案な弥恵に代わりアプローチをしては弥恵にパスをする姉思いな性格。パンダのぬいぐるみをいつも抱いており、どこからともなく取り出している。
ストレスが溜まると貧血になる。寡黙な反面、かなりの耳年増でもあり、和哉には好奇心を惜しげもなく発揮する。意外と小悪魔的な笑顔を浮かべ確信を突いた事を言っては和哉の困った顔を見ては楽しんでいる。
『アップルパイ』ではウェイトレスといった仕事についているわけでなく、主人公について回っている。その姿が可愛らしいと評判で人気がある。

### メインキャラクターの関係者
倉野武蔵
声：桜ひろし
『アップルパイ』店長で、厨房では焼き菓子を譚としている。パティシエ以外のことに才能がなく、妻の尻に敷かれている。つまみ食いやスポンジケーキの失敗などが喧嘩の原因であり元凶。娘たちが生まれる前からウェイトレスの服のデザインをしていたらしく、知られた時は皆から白い目で見られた。和哉の方が自分より信頼されていることにショックを受ける。
倉野佐枝
声：篠崎双葉
武蔵の妻で、『アップルパイ』副店長で、厨房では生菓子を担当している。感情の起伏が激しく、夫と言い争うことも少なくない。『アップルパイ』のデザインや内装などを手掛けた。センスが良く人気の要因の一つになっている。武蔵の態度や作るスポンジケーキなどに対して怒りが爆発し、新店舗確保の旅に出ることにした。
高崎十兵衛
声：先割れスプーン
主人公の幼馴染で同級生。十歳年上の姉から恋愛にまつわる恐ろしい話を聞かされてきたため、エロゲーにしか興味を示していない。自分の好きなエロゲーに主人公を当てはめては羨ましがっている。しかし、智花からは和哉を汚すダメ人間指定されているため、智花に制裁されている。
岡野静子
声：渡辺涼子
主人公らのクラスの担任で、担当科目は世界史。ほんわかした見た目だが、一生懸命な性格で生徒からの信頼も厚い。
甘いものが大好きで学校に段ボール数箱を確保している。すぐに泣きだしてしまう事が多いのでクラスでは一口チョコやアメをクラスメイト全員が常備しており、学校側も黙認している。特にケーキ屋の息子である和哉から貰ったチョコが美味しかったらしく何かある度に貰っている。
意外にグルメで学食のメニュー改善案にグルメガイド並の指摘を書いている。

## 製作スタッフ
- 原画・キャラクターデザイン - 兼清みわ
- SD原画 - すいみゃ
- シナリオ - 双葉亮一、夜村卓
- BGM - Peak A Soul+

## 主題歌
オープニングテーマ「絶対Darli'n」
作曲・編曲 - ANZIE / 歌・作詞 - Duca
エンディングテーマ「大好きだよ。」
作曲・編曲 - ANZIE / 歌・作詞 - Duca